# Mifeng Yu
Mifeng Yu (chinesisch 蜜蜂於) sind eine aus fünf Inseln bestehende Inselgruppe im Archipel der Südlichen Shetlandinseln. Sie liegen westlich der Fildes-Halbinsel von King George Island auf Höhe der Gemel Peaks.
Chinesische Wissenschaftler benannten sie 1986 deskriptiv, da sie aus einiger Entfernung an eine Gruppe Bienen (chinesisch Mifeng, 蜜蜂) erinnern, die ins Wasser gefallen sind.